# Charade
Charade é um filme estadunidense de 1963, do gênero suspense, dirigido por Stanley Donen e com roteiro de Peter Stone, baseado na história de Peter Stone e Marc Behm.
O filme está em domínio público devido a falhas nos direitos autorais.

## Sinopse
Em Paris, Regina Lambert (Audrey Hepburn) está prestes a se divorciar de seu marido quando descobre, que ele foi misteriosamente assassinado durante uma viagem de trem, logo após ter sacado todo o dinheiro (250 mil dólares) do casal, dinheiro este que agora está desaparecido.
Regina é ajudada por Peter Joshua (Cary Grant), que pode ou não também ter interesses financeiros em relação a ela.

## Elenco

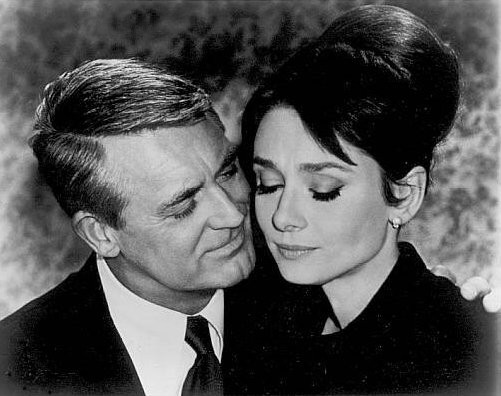
Cary Grant e Audrey Hepburn

| Ator/Atriz       | Personagem                   |
| ---------------- | ---------------------------- |
| Cary Grant       | Peter Joshua                 |
| Audrey Hepburn   | Regina 'Reggie' Lampert      |
| Walter Matthau   | H. Bartholemew               |
| James Coburn     | Tex Panthollow               |
| George Kennedy   | Herman Scobie                |
| Dominique Minot  | Sylvie Gaudel                |
| Ned Glass        | Leopold W. Gideon            |
| Jacques Marin    | Insp. Edouard Grandpierre    |
| Paul Bonifas     | Sr. Felix, vendedor de selos |
| Thomas Chelimsky | o menino Jean-Louis          |

## Principais prêmios e indicações
Oscar 1964 (EUA)

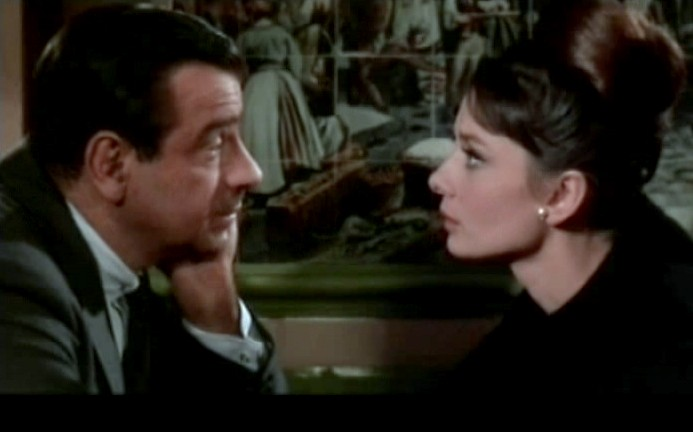
Walter Matthau e Audrey Hepburn

- Indicado na categoria de Melhor Canção Original (Charade).

Globo de Ouro 1964 (EUA)
- Indicado nas categorias de Melhor Ator - Comédia / Musical (Cary Grant) e Melhor Atriz - Comédia / Musical (Audrey Hepburn).

BAFTA 1965 (Reino Unido)
- Venceu na categoria de Melhor Atriz Britânica (Audrey Hepburn).
- Indicado na categoria de Melhor Ator Estrangeiro (Cary Grant).

Prêmio Edgar 1964 (Edgar Allan Poe Awards, EUA)
- Venceu na categoria de Melhor Filme.

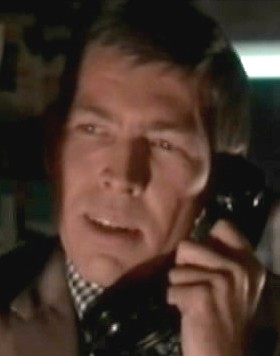
James Coburnem cena do filme
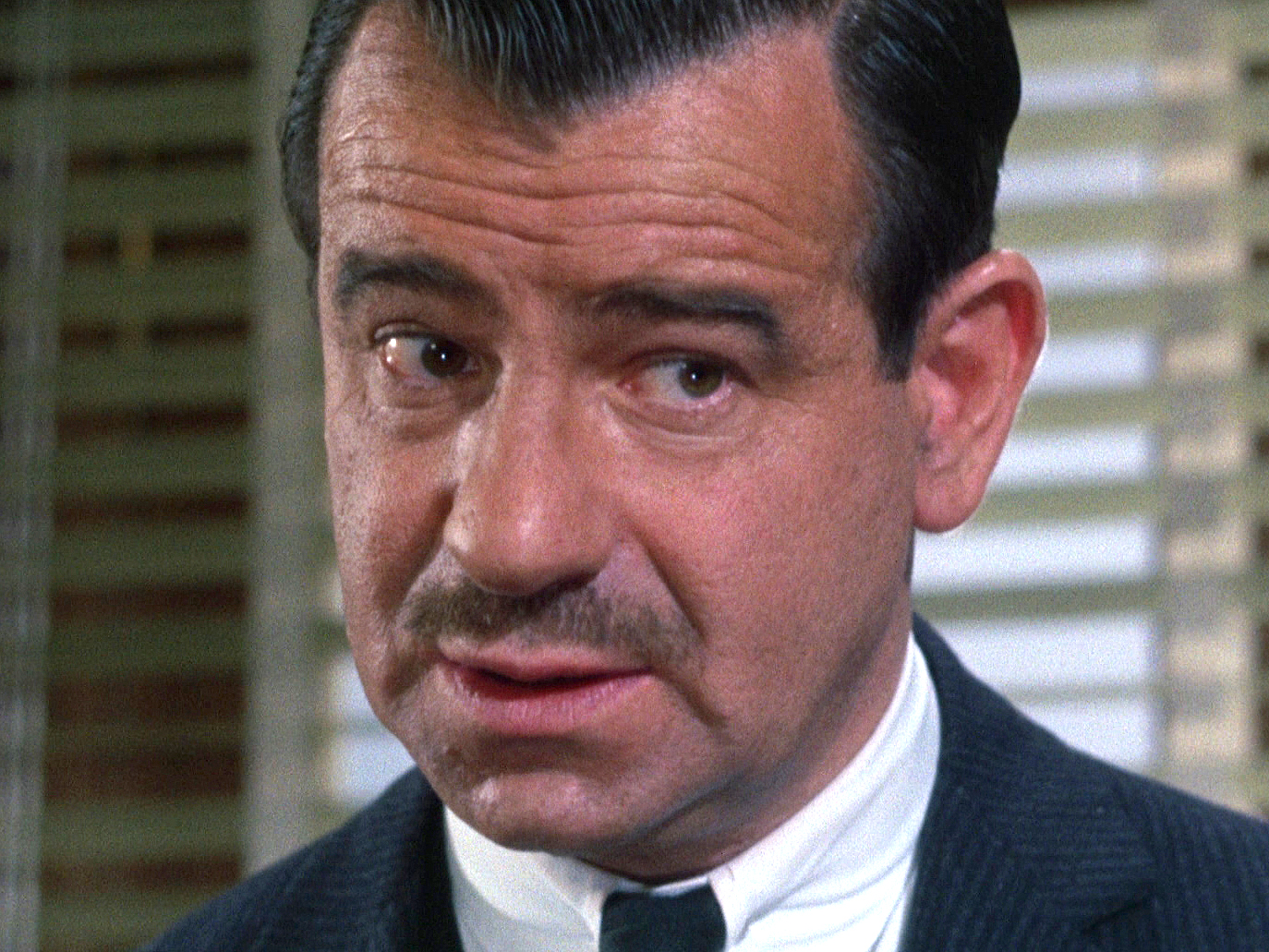
Walter Matthauem cena do filme
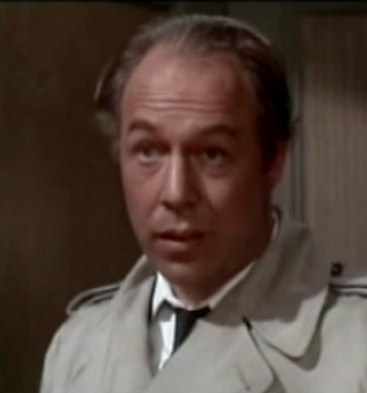
George Kennedyem cena do filme
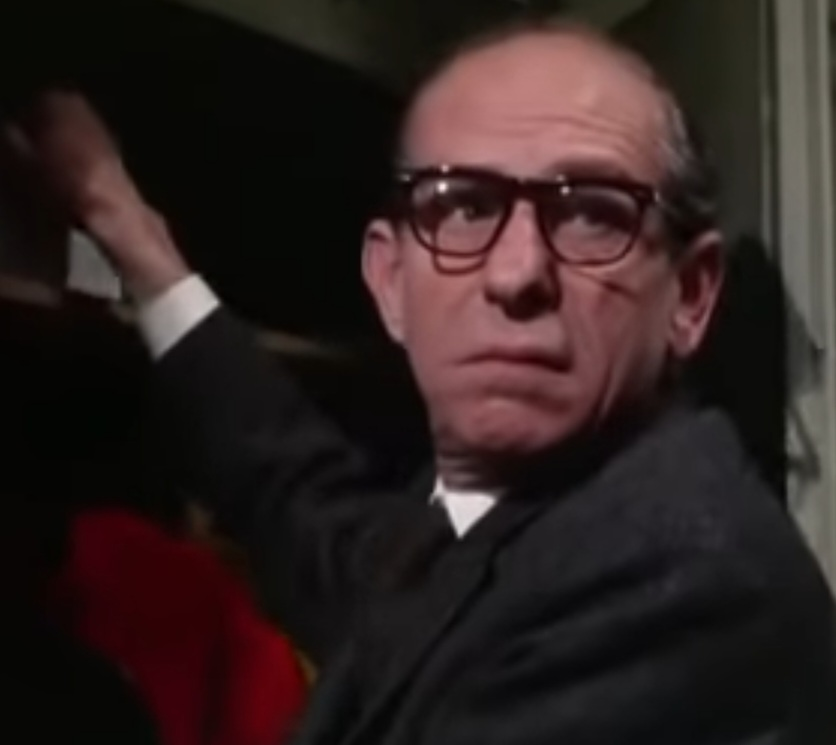
Ned Glassem cena do filme